# 696

## Esdeveniments
- Cartago: Els àrabs ocupen la ciutat per primera vegada.
- Hopei (Xina): Els khitan ataquen la regió fins a la plana de Pequín.
- Iraq (Califat de Damasc): El general Al-Hajjaj ibn Yússuf al front de les forces omeies derrota els rebels kharigites.

## Necrològiques
- Xampanya (Austràsia): Sant Bercari de Der, abat, assassinat.